# Popůvky
Popůvky (deutsch Popuwek) ist eine Gemeinde in Tschechien. Sie liegt neun Kilometer westlich des Stadtzentrums von Brünn an dessen Stadtrand und gehört zum Okres Brno-venkov.

## Geographie
Popůvky befindet sich in den nördlichen Ausläufern der Thaya-Schwarza-Talsenke am Übergang zur Bobravská vrchovina. Das Dorf wird vom Troubský potok (Mühlbach) durchflossen, die nördlichen Gemeindeteile vom Augšperský potok. Nordöstlich erheben sich der Mladý vrch (379 m) und die Kohoutovická Baba (415 m), im Südwesten der Šibeník (428 m), westlich der Kukanec (436 m) und die Hvízdalka (442 m) sowie nordwestlich die Baba (424 m).
Durch Popůvky führt die Autobahn D1/E 55/E 65, die nächste Abfahrt 182 Kývalka liegt reichlich drei Kilometer nordwestlich des Ortes. Gegen Nordwesten liegt das Automotodrom Brno.
Nachbarorte sind Žebětín im Norden, Bystrc, Komín, Jundrov und Kohoutovice im Nordosten, Veselka und Bosonohy im Osten, Troubsko im Südosten, Střelice im Süden, Omice im Südwesten, Tetčice und Rosice im Westen sowie Kývalka und Ostrovačice im Nordwesten.

## Geschichte
Die erste schriftliche Erwähnung des Dorfes erfolgte im Jahre 1349. Der Ort war zu dieser Zeit Sitz des Vladikengeschlechts von Popůvky. Später wurden die Güter an die Herrschaft Rossitz angeschlossen. Vor der Aufhebung der Grundherrschaften war Popůvky dem selbständigen Gut Strutz untertänig, das in Popůvky einen herrschaftlichen Hof unterhielt.
Nach der Aufhebung der Patrimonialherrschaften bildete Popůvky/Popuwek ab 1850 einen Ortsteil von Troubsko im Brünner Bezirk. 1880 wurde der Ort eigenständig. 1921 kam Popůvky zum Okres Brno-venkov. Zwischen 1930 und 1937 führte Rennfahrtstrecke des 29,1 km langen Brünner Rings, der später zu Ehren des Präsidenten Tomáš Garrigue Masaryk, als Masaryk-Ring bezeichnet wurde, durch Popůvky. Start und Ziel war bei Bosonohy. 1948 wurde die Gemeinde dem Okres Brno-okolí zugeordnet. Nach dessen Aufhebung kam Popůvky 1961 zum Okres Brno-venkov zurück. Zwischen 1969 und 1972 erfolgte der Bau der Autobahn, sie durchschneidet Popůvky unmittelbar nördlich des Dorfplatzes. 1984 begann im Waldgebiet der Podkomorské lesy der Bau des neuen Automotodrom Brno. Dabei setzte die kommunistische Regierung Štrougal die Pläne gegen die Proteste von Bewohnern der umliegenden Ortschaften und Naturschützern gegen das Großprojekt im Wald durch. Mit einem Lauf der Motorrad-Weltmeisterschaft wurde die neue Strecke 1987 eingeweiht.
Popůvky besteht heute aus 214 Wohnhäusern, hinzu kommen 410 Hütten im Erholungsgebiet am Bosonožský hájek. Das Gemeindegebiet umfasst 430 ha Wald. Die das Ortszentrum durchschneidende Autobahn führt zu Lärmbelästigungen und Verunreinigungen des Grundwassers.

## Gemeindegliederung
Für die Gemeinde Popůvky sind keine Ortsteile ausgewiesen.

## Sehenswürdigkeiten
- Kapelle
- Naturreservat Augšperský potok, nordwestlich von Popůvky unterhalb der Rennstrecke
- Naturreservat Bosonožský hájek, nördlich des Dorfes
- Naturpark Podkomorské lesy, nordwestlich von Popůvky hinter der Rennstrecke
- Teiche Dolní rybník und Horní rybník am Augšperský potok mit 14 ha Wasserfläche, nördlich des Dorfes
- Masaryk-Ring

## Söhne und Töchter des Ortes
- Wilhelm Puttik (1856–1929), Forstingenieur und Speläologe